# Notropis atherinoides
Notropis atherinoides es una especie de peces Cypriniformes de la familia Cyprinidae.

## Morfología
Los machos pueden llegar alcanzar los 13 cm de longitud total.

## Hábitat
Es un pez de agua dulce.

## Distribución geográfica
Se encuentran en Norteamérica: desde Canadá hasta Virginia y Texas. 